# Henriettea fascicularis
Henriettea fascicularis är en tvåhjärtbladig växtart som först beskrevs av Olof Swartz, och fick sitt nu gällande namn av Manuel Gómez de la Maza y Jiménez. Henriettea fascicularis ingår i släktet Henriettea och familjen Melastomataceae. Inga underarter finns listade i Catalogue of Life.